# Contea di Washington (Carolina del Nord)
La contea di Washington in inglese Washington County è una contea dello Stato della Carolina del Nord, negli Stati Uniti. La popolazione al censimento del 2000 era di 13 723 abitanti. Il capoluogo di contea è Plymouth.